# حركة المواطنين العالميين
يشير مصطلح حركة المواطنين العالميين إلى كوكبةٍ من مجموعات المواطنين المُنظمة والمُتداخلة التي تسعى إلى التأثير على السياسة العامة بهدف تحقيق التضامن العالمي. غالباً ما يُستخدم المصطلح بشكلٍ مترادف مع حركة مناهضة العولمة أو حركة العدالة العالمية.
حددت مجموعة السيناريوهات العالمية مثل هذه الحركات كعامل تغييرٍ رئيسي في الانتقال الكبير إلى مستقبلٍ مستدام اجتماعياً وبيئياً، وإدراك الإمكانية الكامنة في المرحلة الكوكبية للحضارة.

## نظرة تاريخية
ظهر مفهوم المواطنة العالمية لأول مرة بين التشاؤميين اليونانيين في القرن الرابع قبل الميلاد، الذين صاغوا مصطلح «الكوسموبوليتية» -أي مواطن العالم. درس الرواقيون لاحقاً المفهوم بالتّفصيل، وهو ما يظهر في الفلسفة والنظرية السياسية المعاصرة في مفهوم الكوسموبوليتية، التي تقترح أنّ جميع الأفراد ينتمون إلى مجتمعٍ أخلاقيٍّ واحد.
طرح مؤلفون مثل بول راسكين، وبول إتش راي، وديفيد كورتين، حججاً على وجود مجموعاتٍ كامنة من عشرات الملايين من الأشخاص المستعدين لتقبل القيم الجديدة للوعي بالأرض. تعتقد منظماتٌ، على غرار منظمة أوكسفام الدولية، أنّ حركة المواطنين العالميين المتجذرة في العدالة الاجتماعية والاقتصادية آخذة في الظهور وضرورية لإنهاء الفقر العالمي. في الفصل الأخير من كتاب «السماء الحمراء في الصباح»، يصف الكاتب غاس سبيث إمكانية وجود نوعٍ جديد من الحركات الاجتماعية التي تتبنى قول «نحن الشعب كمواطنين» والمتجذرة في مبادئ ميثاق الأرض لقيادة عملية الانتقال في الوعي والقيم الضرورية لظهور حضارة كوكبية جديدة.

## الأهداف
تختلف فكرة حركة المواطنين العالميين عن منظمات المجتمع المدني المجزأة والحركات الاجتماعية النشطة في المنتدى الاجتماعي العالمي، إذ تميل هذه الحملات والحركات للاختصاص بقضيةٍ مُحددة تُركز على العمل، والبيئة، وحقوق الإنسان، والقضايا النسوية، ونضال السكان الأصليين، والفقر، والإيدز، والعديد من الجهود الأخرى المترابطة ولكن المعزولة عن بعضها البعض. يتطلب التماسك بين هذه الحركات إعادة صياغة طريقة عملها تحت عنوان النضال من أجل مجتمعٍ عالمي مستدامٍ بيئياً وعادلٍ اجتماعياً ولإنشاء هيكلٍ مؤسسيّ للدفاع عن حقوق الإنسان، والأجيال المُستقبلية، والمحيط الحيوي.

## الانتقادات
يُشكك المتشككون في فكرة حركة المواطنين العالميين في إمكانية ظهور مستوى عالٍ من التضامن العالمي في ضوء القومية، والعنصرية، وهيمنة نظام ولاية وستفاليا. ومع ذلك، يشير باحثون آخرون إلى أنّ الظهور التاريخي للقومية كان غير محتملٍ في زمن دول المدن المتحاربة، ومع ذلك، يبدو أنه أمرٌ لا مفر منه بالنظر إلى الماضي.
ينبع نقدٌ أكثر حدّةً من الحجج التي طرحها مايكل هارت وأنتونيو نيغري في كتاب «الحشد» الخاص بهما، وتُؤكد على فكرة ميشيل فوكو عن «تعددية المقاومة» باعتبارها السبيل الشرعي الوحيد للمضي قدماً. وبدلاً من القيادة والهياكل التنظيمية، آمن هاردت ونيجري في فكرة ظهور التماسك التلقائي بسبب الشبكات الاجتماعية ذاتية التنظيم بين مختلف حركات المقاومة المستقلة. ينتقد الكاتبان إمكانية اختيار القادة الشرعيين بشكلٍ ديمقراطي من خلال شبكة رسمية من الهياكل الشعبية، التي تتصرف بالنيابة عن جمعية كبيرة تعددية من المواطنين العالميين. ومع ذلك، يبقى من غير الواضح كيف ستختلف شبكة الحركات المستقلة عملياً عن رؤية حركة مواطنين عالمية حقيقية.